# Equionte
Existem, na mitologia grega, vários personagens com o nome Equionte (em grego clássico: Ἐχίων; romaniz.: Equion)
- Equionte (gigante), um dos gigantes filho de Gaia
- Equionte (Tebas), um dos Espartos de Tebas, nascido dos dentes do dragão de Ares semeados por Cadmo,[2] o pai de Penteu. Ver em Cadmo
- Equionte (filho de Hermes), um dos argonautas, filho de Hermes e irmão de Eurito.[3][4]